# Giuseppe Nieddu
Giuseppe Nieddu (Alà dei Sardi, 24 gennaio 1952 – Olbia, 8 dicembre 1991) è stato un militare italiano, Appuntato dell'Arma dei Carabinieri, insignito di Medaglia d'oro al valor civile (alla memoria).